# Referendum over het lidmaatschap van het Verenigd Koninkrijk van de Europese Gemeenschappen
Het referendum over het lidmaatschap van het Verenigd Koninkrijk van de Europese Gemeenschappen vond plaats op 5 juni 1975. Tweeëneenhalf jaar eerder (1 januari 1973) was het Verenigd Koninkrijk van Groot-Brittannië en Noord-Ierland als lidstaat toegetreden tot de EG (min of meer de voorloper van de EU). Het referendum ging over de vraag of het land lid moest blijven. De uitslag was 'ja'. Het was het eerste landelijke referendum in de geschiedenis van het Verenigd Koninkrijk.

## Achtergrond
Het referendum kwam voort uit ernstige verdeeldheid binnen de regeringspartij Labour over het EG-lidmaatschap. In de partij bestond de vrees dat het lidmaatschap verdere socialisering van de economie zou belemmeren, zou leiden tot hogere voedselprijzen en de relaties met de Gemenebestlanden zou verstoren. Het schaduwkabinet onder leiding van Labourleider Harold Wilson, overigens voorstander van Europese integratie, bekritiseerde vanaf het begin de voorwaarden voor toetreding die de conservatieve premier Edward Heath was overeengekomen met de EG.
In het verkiezingsprogramma voor de verkiezingen van februari 1974 beloofde Labour hernieuwde onderhandelingen met de Europese landen. Het onderhandelingsresultaat zou worden voorgelegd aan de kiezers in de vorm van nieuwe verkiezingen of een referendum.
Nadat Wilson in maart een minderheidsregering had gevormd, gingen deze onderhandelingen van start. Ze duurden een jaar (tot de Eurotop in Dublin, maart 1975) en leverden slechts beperkte concessies op. Intussen had Labour bij de nieuwe verkiezingen in oktober 1974 wel een nipte absolute meerderheid in het parlement verworven. Hierop schreef premier Wilson in januari 1975 het referendum daadwerkelijk uit. Het kabinet sprak zich uit voor voortzetting van het EG-lidmaatschap en legde dit standpunt uit in een brochure die huis aan huis werd verspreid, maar ministers waren vrij om (behalve tijdens zittingen van het Lagerhuis) een andere mening te uiten, zoals enigen deden. Uiteindelijk zou bijna twee derde van de bevolking zijn stem uitbrengen, van wie iets meer dan twee derde ook voor het lidmaatschap koos.